# ヨハン・ヤーコプ・フローベルガー

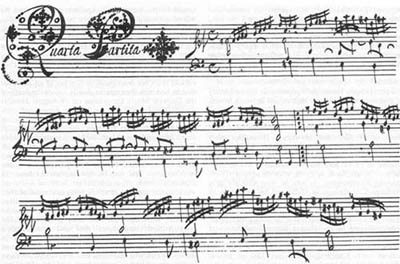
ウィーン写本『第2巻』第6組曲より。

ヨハン・ヤーコプ・フローベルガー（Johann Jakob Froberger, 1616年5月18日?　シュトゥットガルト - 1667年5月7日）は、ドイツの初期バロック音楽の作曲家。主に鍵盤楽器のための作品を作曲し、作曲家であると同時にチェンバロとオルガンの名手でもあった。フレスコバルディ門下で、ヘンデルやヨハン・ゼバスティアン・バッハに先行する重要な鍵盤曲作曲家として大きな影響を与えたとされる。

## 生涯
1616年、シュトゥットガルトに生まれたフローベルガーは、音楽の手ほどきを父親から受けたと考えられている。
1634年にウィーンに移り、1637年から1657年までの二十年間、当地のフェルディナント3世の宮廷オルガニストを務めた。そして同じ年、イタリアのローマに遊学し、フレスコバルディ門下に入る。1641年にウィーンに戻り、1649年にはリチェルカーレ集を出版する。その後、同年から3年間、フェルディナント3世の外交官としてヨーロッパ中を演奏旅行をして回り、ブリュッセル、ドレスデン、アントウェルペン、ロンドン、パリなどを訪れている。1653年からは、レーゲンスブルクの王室礼拝堂の職務も兼任している。
フェルディナント3世の死後はアルザスに移り、1667年、エリクールに没した。このような人生をたどったフローベルガーはコスモポリタンであり、そして自らの作曲にもフランス語の題名や、フランス語風のフロベルグ（Frobergue）というサインを好んだ。

## 作品
英語版に作品リストがあります。

### 総論
生前に出版された作品はごく少数しか存在しないが、手稿譜が残されていたため、その後多くの曲が研究された。
大量の鍵盤楽器（オルガン、チェンバロ、クラヴィコード）のための作品、数十のチェンバロ用組曲と、2つのモテットが残おり、そのうち幾つかの聖体奉挙のためのトッカータとモテットのみが宗教曲で、多くは世俗曲である。
フローベルガーの作品は、現在、主に次の3つの形で伝わっている。
- ウィーン写本。フェルディナント3世に献呈された、豪華な装飾本の『第2巻』（Libro Secundo, 1649年）と『第4巻』（Libro Quarto, 1656年）。それぞれ4章に分かれており、24の作品を収める。
  - 『第2巻』：6つのトッカータ、6つのファンタジア、6つのカンツォーナ、6つの組曲。
  - 『第4巻』：6つのトッカータ、6つのリチェルカーレ、6つのカプリッチョ、6つの組曲。
- 『カプリッチョとリチェルカーレ集』（Libro di capricci e ricercate, 1658年ころ）。6つのカプリッチョと6つのリチェルカーレを収める。

他の多くの写本にも、フローベルガーの作品は採られており、その中でも、ボーアン写本 (Bauyn manuscript)や、近年発見されたストラスブルグ写本に多く収められている。ストラスブルグ写本に伝承されている組曲の中には、フローベルガーの失われた自筆譜に直接由来することを示唆する書き込み（例えば、組曲第19番には「ex autographo」とある）がある。恐らく、失われた『第1巻』または『第3巻』に由来するものであると考えられる。さらに、2006年には、フローベルガー晩年ものと考えられる自筆譜が発見され、サザビーズにてオークションに出品された（現在、個人蔵）。この自筆譜には、フェルディナント3世へのラメント、フローベルガー自身へのメメントモリを含む組曲第20番など手稿譜のみで伝承されてきた作品、また、未知の組曲、ファンタジアとカプリッチョなどが収められている。
フローベルガーの作品の番号整理には、2つの方法が取られている。
- DTÖ (Adler) 番号。20世紀初頭の『オーストリアの音楽芸術の記念碑』(Denkmäler der Tonkunst in Österreich)シリーズと、グイード・アードラー編作品集で用いられたもの。ジャンルごとに別の番号を振り、トッカータ4番、リチェルカーレ2番、といった風に識別される。
- FbWV番号。1990年代に編纂されたジークベルト・ランペ編のカタログで用いられている。最近発見された作品や、真作か疑われているものも含まれている。

ヨーロッパ中を旅行した彼は各地の音楽の影響を強く受けており、イタリアやドイツ、フランスなどのスタイルが組み合わさって作曲され、特に組曲ではフランス、トッカータ・幻想曲ではイタリアからの影響が顕著に見られる。

### クラヴィーア用組曲
フローベルガーはクラヴィーア組曲の最初期の作曲者で、時にドイツ・クラヴィーア組曲の創始者とされることもある。彼の作品によって、アルマンド、クーラント、サラバンド、ジーグの4つの舞曲が、組曲には欠かせないものとして確立されたからである。一方で、J.S.バッハをはじめとする後のバロック時代の作曲家のクラヴィーア組曲では、ジーグを終曲におくことが普通だが、フローベルガーの自筆譜ではジーグはクーラントの前後に置かれていることが多い。死後の1693年に出版された彼の曲集では、出版社によってジーグが組曲の最後になるように並べ替えられており、時代の経過による慣習の変化を示唆している。こういった組曲の形式は、フランスのリュート音楽の影響が色濃い。
フローベルガーは標題音楽を作曲したことでもよく知られ、これらの曲は組曲に多く含まれている。これらの作品はどれもとても私的なもので、個性的な題名を持ち、情感の豊かな曲風である。以下に例を挙げる。
- 「アルマンド。荒れ狂うライン川を小舟で渡りながら作曲。」(Allemande, faite en passant le Rhin dans une barque en grand péril)
- 「皇帝フェルディナント3世陛下の痛切の極みなる死に捧げる哀歌。1657年」(Lamentation faite sur la mort très douloureuse de Sa Majesté Impériale, Ferdinand le troisième, An. 1657)
- 「私が盗まれ、思うがままに奪われたもの、そして何より私をひどい目にあわせた兵士たちへの哀歌」(Lamentation sur ce que j'ay été volé et se joüe à la discretion et encore mieux que les soldats m'ont traité、旅行中に兵士たちに身ぐるみ強奪されたことをうけて）
- 「ローマ王フェルディナンド4世の悲しき死に捧げる哀歌」(Lamento sopra la dolorosa perdita della Real Maestà di Ferdinando IV Rè de Romani)
- 「私の来るべき死についての瞑想」(Méditation sur ma mort future)
- 「憂さ晴らしにロンドンで書かれた愚痴」(Plainte faite à Londres pour passer la melancholie)
- 「ブランクロシェ氏に捧げる、パリにて書いたトンボー」(Tombeau fait à Paris sur la mort de Monsieur Blancrocher)

これらの作品には、しばしば比喩的な作曲法が用いられている。リュート奏者ブラクロシェへの哀歌では、下降音階によってブラクロシェの命取りとなった階段からの転落を表現したり、フェルディナント3世への哀歌では上昇音階によってフェルディナントの昇天を表現している。またフェルディナント3世への哀歌では、最後に単声でヘ音を3回鳴らす。「ライン川を渡りながら作曲したアルマンド」では、26のパッセージが記され、それぞれに説明が加えられている。
また、「憂さ晴らしにロンドンで書かれた愚痴」では、海賊に襲われて一文無しになった後に書かれた曲であり、個人的な経験などが反映されている。

### 他の鍵盤作品
フローベルガーのトッカータは、多くの作品で、自由で即興的な部分と、模倣様式の対位法で書かれた部分が交互に繰り返される。他のほとんどの作品も、同じように複数部分から構成されている。リチェルカーレの多くも模倣様式であり、フーガ的に幾つかの異なるテーマを順番に展開していく複数の部分から成っている。ファンタジアも多かれ少なかれリチェルカーレと似ているが、一つの部分から成っていたり、部分と部分の間の対比があまり劇的ではない。また音価の長い他から浮き立つ主題を用いることが多い。カプリッチョやカンツォーナは、いくつかのフーガ部分を持つ場合が多い。幾つかのカンツォーナは変奏カンツォーナで、1つのテーマを幾つかの部分に渡って展開していくという形式をとっている。半音階を用いることは、トッカータでも希である。

## 影響
フローベルガーの作品は、生前にはほとんど出版されなかったが、写本としてヨーロッパ各地で広く受容されており、当代のもっとも有名な作曲家の一人であった。そしてフローベルガーは各地を旅し、またそれぞれの土地の様式にあわせた作曲法に長けていたために、他のヨハン・カスパール・ケルル等のコスモポリタン作曲家と同様、ヨーロッパ各地の音楽伝統の交流に大きく貢献した。同時代の作曲家はみな、多かれ少なかれフローベルガーの影響を受けており、18世紀に入っても彼の作品は演奏されていた。
彼の影響を受けた作曲家としてはルイ・クープラン、ゲオルク・ベーム、ブクステフーデやパッヘルベルをあげることができる。また現在ではより知名度の低いフランソワ・ロベルデやヨハン・カスパール・フェルディナント・フィッシャーにも、フローベルガーからの借用が認められる。ヨハン・ゼバスティアン・バッハもフローベルガーの影響を受けているが、その程度は大きくない。平均律クラヴィーア曲集のフーガには、フローベルガーのリチェルカーレ4番(FbWV 404)からモチーフを借用したものがあることが知られているが、これはフローベルガーの作品に直接拠ったのではなく、平均律クラヴィーア曲集作曲の20年ほど前に出版された、フィッシャーの『アリアドネー・ムジカ』から採ったのではないかとも言われている。